# パラコッカス属
パラコッカス属（パラコッカスぞく）はロドバクター科の属の一つで、非運動性グラム陰性好気性非芽胞形成の球菌ないし桿菌。基準種はパラコッカス・デニトリフィカンス。細胞内にポリヒドロキシ酪酸の顆粒を蓄積する。名称は球菌のようなものを意味する。GC含量は64から67。
土壌や海水からみつかる。通性メチル栄養細菌で、多様な有機物を利用することができる。酸素がない状況下でも窒素酸化物を還元して呼吸が可能である。アスタキサンチンを生産するため、工業的に利用されることがある。また、40万Gを超える高い加速度下でも増殖を行うことが知られている。